# 김여온의 묘
김여온의 묘(金汝溫의 墓)는 대전광역시 서구 괴곡동에 있는 조선시대의 무덤이다. 1989년 3월 18일 대전광역시의 문화재자료 제16호로 지정되었다.

## 개요
조선 중기의 무신 김여온(1550∼1592) 장군의 묘이다.
장군은 명종 5년(1550) 공주에서 출생하여 여러 관직을 두루 역임하였다. 그 후 예문관에 있다가 선조 25년(1592) 임진왜란이 일어나자 여러 의병을 이끌고 청주에서 왜군을 물리치는 등의 활약을 하다가 금산에서 전사하였다.
자손들이 대전시 서구 괴곡동에서 장례를 치렀다고 한다.

## 같이 보기
- 김여온

## 참고 자료
- 김여온의묘 - 국가유산청 국가유산포털